# Vincent Laurini
Vincent Laurini (Thionville, 10 de junho de 1989) é um futebolista profissional francês que atua como defensor e joga no Parma.

## Carreira
Vincent Laurini começou a carreira no F.C. Fossombrone.